# Galisteo, Cáceres
Galisteo là một đô thị trong tỉnh Cáceres, Extremadura, Tây Ban Nha. Theo điều tra dân số 2006 (INE), đô thị này có dân số là 2001 người.

## Biến động dân số
| 2001 | 2002 | 2003 | 2004 | 2005 | 2006 |
| ---- | ---- | ---- | ---- | ---- | ---- |
| 1988 | 1955 | 1935 | 1992 | 1996 | 2001 |